# Christina Scull
Christina Scull, née le 6 mars 1942 à Bristol en Angleterre, est une chercheuse et écrivaine anglaise, particulièrement connue pour ses publications sur les travaux de l'auteur britannique J. R. R. Tolkien. Elle a travaillé pour le Board of Trade de Londres entre 1961 et 1971, tout en complétant sa licence en histoire de l'art et histoire médiévale au Birkbeck College. À partir de 1971 jusqu'en 1995, elle est employée comme archiviste à la bibliothèque du musée John Soane (Sir John Soane's Museum) à Londres. Elle a également travaillé à quelques projets sur Harry Potter.
Christina Scull est l'épouse du chercheur américain Wayne G. Hammond depuis 1994, avec lequel elle collabore sur la plupart de ses travaux de recherche.

## Publications en rapport avec Tolkien
- J. R. R. Tolkien : Artiste et Illustrateur, 1995 (en collaboration avec Wayne G. Hammond)
- Roverandom, 1998 (édité avec Wayne G. Hammond)
- The Lord of the Rings: A Reader's Companion, 2005 (édité avec la collaboration de Wayne G. Hammond)
- The J. R. R. Tolkien Companion and Guide, 2006 (élaboré et édité en collaboration avec Wayne G. Hammond)
- The Art of the Hobbit, by J.R.R. Tolkien, 2011 (édité en collaboration avec Wayne G. Hammond)
- The J.R.R. Tolkien companion and Guide. Revised and expanded edition. 3 parties (Chronology, Reader's guide part I A-M, Reader's guide part II N-Z, 2.720 pages). (en collaboration avec Wayne G. Hammond)

## Autres publications
- The Soane Hogarths, 1991